# Myiothlypis luteoviridis
La reinita citrina (Myiothlypis luteoviridis), también conocida como arañero cetrino o chiví cetrino, es una especie de ave paseriforme de la familia Parulidae propia de América del Sur. Es nativa de Bolivia, Colombia, Ecuador, el Perú y Venezuela. El término "citrina" de refiere a su coloración amarilla.

## Descripción
En promedio mide 14,5 cm de longitud y pesa 16,5 g. Su plumaje es de color oliva bronceado por encima y amarillo por debajo, con cejas amarillas y el rostro marcado por una banda negruzca que atraviesa cada ojo. Sus patas son color pardusco pálido y tiene el pico negro.

## Hábitat
Vive en los bosques montanos tropicales humédos, en el sotobosque y en bosque enano cerca de los bordes, por encima de los 1700 m s. n. m., preferentemente entre los 2300 y 3400 m de altitud. Frecuentemente se le encuentra persiguiendo insectos en bandas de pájaros de diferentes especies.

## Reproducción
Su nido tiene forma de taza. La hembra pone de 3 a 4 huevos blancos con puntos castaños, que son incubados por ella.

## Subespecies
- Myiothlypis luteoviridis luteoviridis: Andes de Ecuador, Cordillera Oriental de Colombia, occidente de Venezuela.
- Myiothlypis luteoviridis quindiana: Cordillera Central de Colombia (Caldas a Tolima)
- Myiothlypis luteoviridis richardsoni: Cordillera Occidental de Colombia (Antioquia a Cauca)
- Myiothlypis luteoviridis striaticeps: Andes del norte del Perú (Amazonas a Cuzco)[2]
- Myiothlypis luteoviridis euophrys: Andes del sur del Perú, norte y centro de Bolivia.[5]